# Yellow Submarine
"Yellow Submarine" је десети студијски албум британске групе Битлси, рађен за потребе истоименог цртаног филма. Према већини критичара, ово је најслабије дискографско издање ове групе.

## Концепт
На А-страни се налази шест песама, од којих две старе насловна "Yellow Submarine", која се пре тога нашла на албуму "Revolver", као и "All You Need Is Love".
Већина осталих песама представља неискоришћен материјал са снимања албума Sgt. Pepper's Lonely Hearts Club Band, међу њима: "Only a Northern Song" (Харисон), "It`s All Too Much" (Ленон/Макартни) и "All Together Now" (Ленон/Макартни). Преосталу песму са те стране, "Hey, Bulldog" (Харисон), Џорџ Харисон је снимио у ЕМИ-јевом студију у Бомбају.
На Б-страни се налазе инструментали ЕМИ-јевог продуцента, Џорџ Мартина:
"Pepperland", "Sea Of Time", Sea Of Holes", "Sea Of Monsters", "March Of The Meanies", "Pepperland Laid Waste" и "Yellow Submarine In Pepperland".

## Објављивање
Албум је објављен у тренутку док су "Битлси" радили на пројекту "Get, Back". Неуспех овог албума само је убрзао распад групе.